# Idioma mon
El idioma mon es un idioma austroasiático hablado por el pueblo mon, que habita en Birmania y Tailandia. El mon a diferencia de la mayoría de los idiomas en el sudeste asiático, no es de tipo tonal. Actualmente el mon es hablado por menos de un millón de personas. En épocas recientes el uso del mon ha ido en rápido declive, especialmente entre las nuevas generaciones. Muchos mon étnicos solo hablan birmano. En Birmania, la mayoría de los que hablan mon viven en los estados de Mon y Kayin y en la División de Tanintharyi.
La escritura mon se deriva del alfabeto brahmi indio y es la fuente del alfabeto birmano.

## Bibliografía

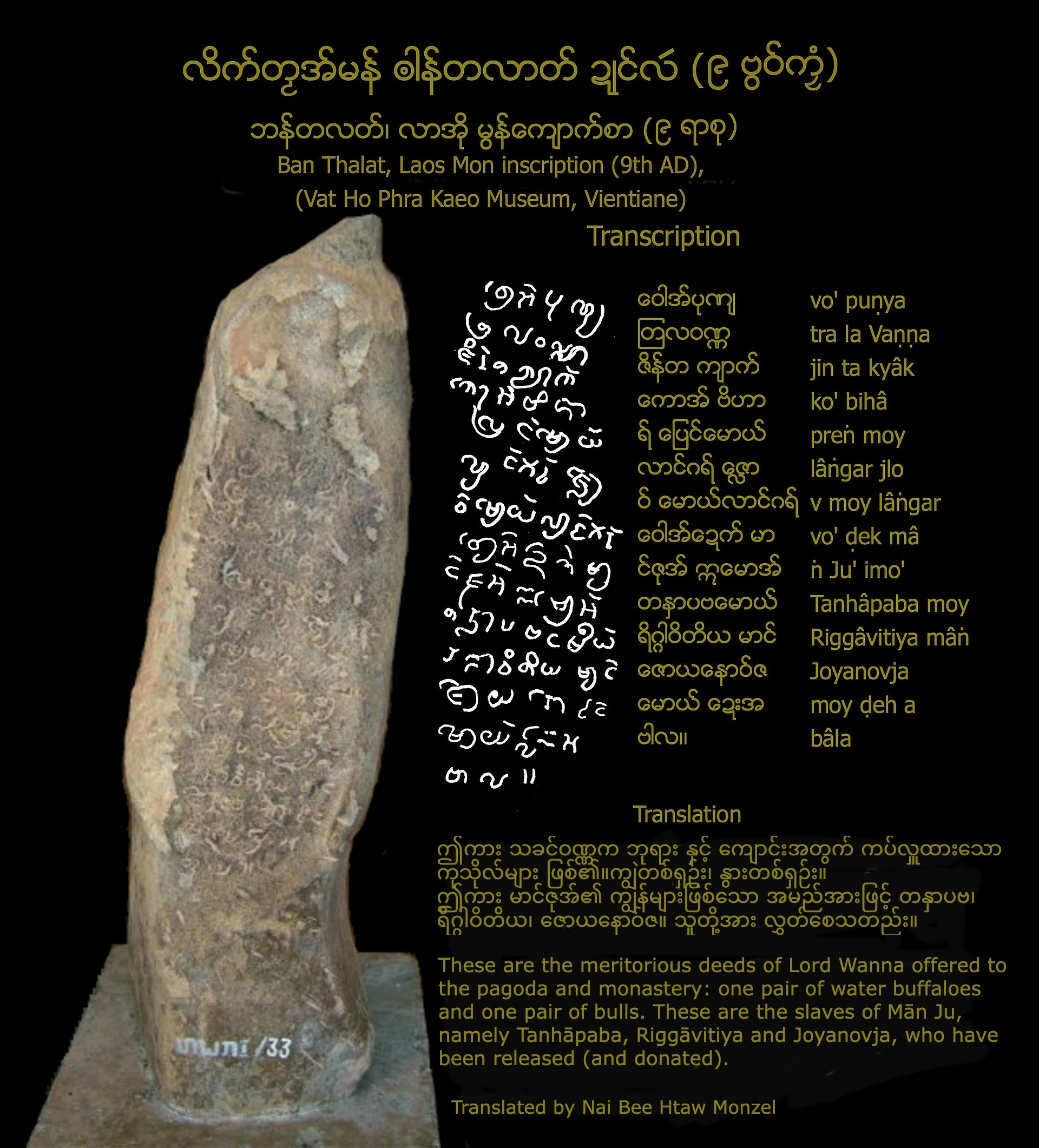
Inscripción Ban Talat Mon, Laos